# Carlton Bruner
Carlton Bruner (Atlanta, 1 de febrero de 1972) es un deportista estadounidense que compitió en natación.
Ganó dos medallas de bronce en el Campeonato Pan-Pacífico de Natación, en los años 1995 y 1993, ambas en la prueba de 1500 m libre.

## Palmarés internacional
| Campeonato Pan-Pacífico | Campeonato Pan-Pacífico  | Campeonato Pan-Pacífico | Campeonato Pan-Pacífico |
| Año                     | Lugar                    | Medalla                 | Prueba                  |
| ----------------------- | ------------------------ | ----------------------- | ----------------------- |
| 1993                    | Kobe (Japón)             | Medalla de bronce       | 1500 m libre            |
| 1995                    | Atlanta (Estados Unidos) | Medalla de bronce       | 1500 m libre            |